# Pingasa lombokensis
Pingasa lombokensis är en fjärilsart som beskrevs av Louis Beethoven Prout 1927. Pingasa lombokensis ingår i släktet Pingasa och familjen mätare. Inga underarter finns listade i Catalogue of Life.